# '74 Jailbreak
'74 Jailbreak és un EP del grup de rock and roll australià AC/DC. Va ser llençat l'any 1984 als Estats Units, al Canadà, al Brasil i al Japó i està format per cinc peces de rock and roll, blues i rock dur que ja havien estat publicades anteriorment a Austràlia. La primera cançó de la llista, «Jailbreak», també va ser publicada en format de senzill i de videoclip. L'EP va ser rellançat finalment a tot el món en estar inclòs dins de la sèrie de reedicions anomenades AC/DC Remasters que la companyia Sony Music Entertainment va fer l'any 2003.
La primera peça pertany a la versió australiana del disc Dirty Deeds Done Dirt Cheap (1976), mentre que la resta és de la versió australiana de l'àlbum de debut de la banda, High Voltage, enregistrat el 1974 i publicat a principis de l'any següent.

## Crèdits
- Bon Scott – veu principal
- Angus Young – guitarra solista, guitarra rítmica
- Malcolm Young – guitarra rítmica, guitarra solista, cors
- George Young – producció musical, baix elèctric, cors, batería[1]
- Rob Bailey – baix elèctric
- Mark Evans – baix elèctric a "Jailbreak"[2]
- Phil Rudd – bateria i percussió a "Jailbreak"
- Tony Currenti – bateria i percussió a les pistes 2-4[3]
- Peter Clack – bateria i percussió a "Baby, Please Don't Go"[3]
- Harry Vanda – producció

## Certificacions
| País         | Vendes    | Certificació |
| ------------ | --------- | ------------ |
| Estats Units | 1.000.000 | Platí        |